# روبرت باني
روبرت باني (بالإنجليزية: Rupert Bunny)‏ هو رسام أسترالي، ولد في 29 سبتمبر 1864 في ملبورن في أستراليا، وتوفي بنفس المكان في 25 مايو 1947.

## معرض صور

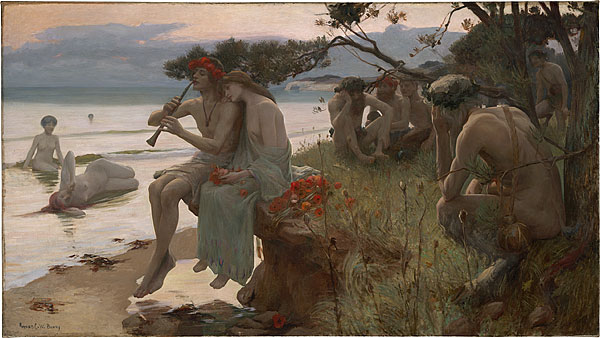
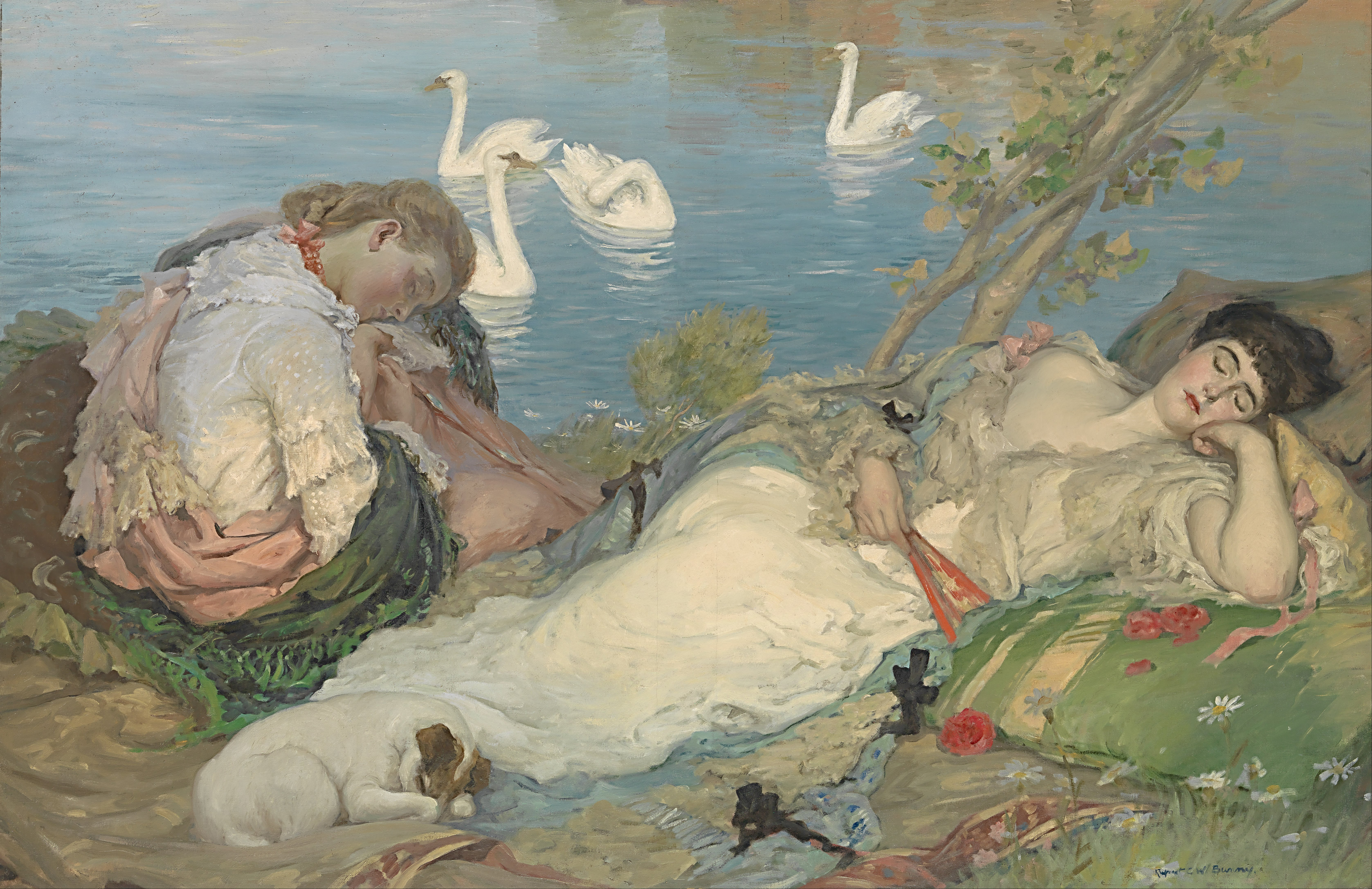
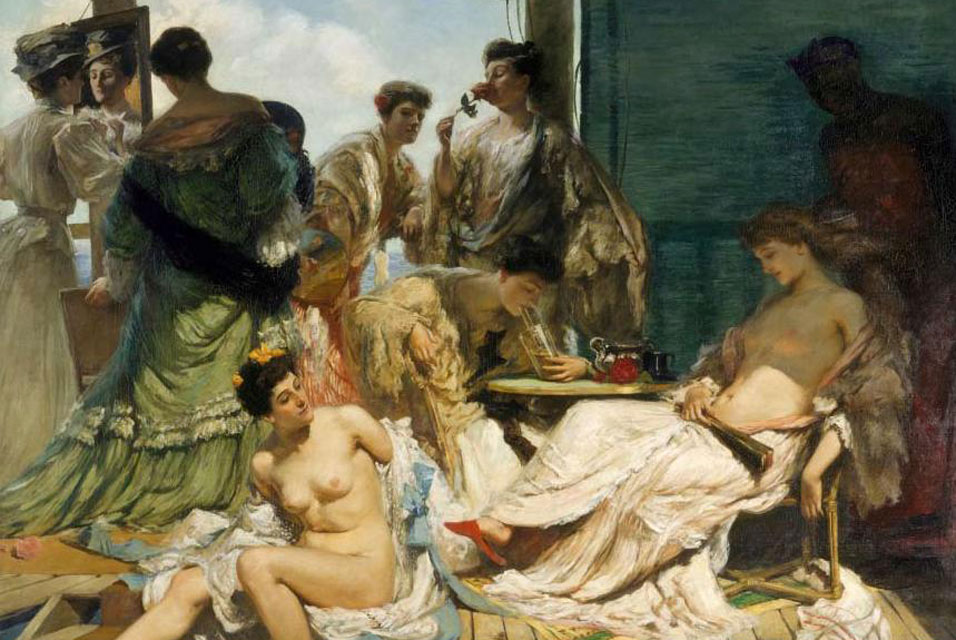
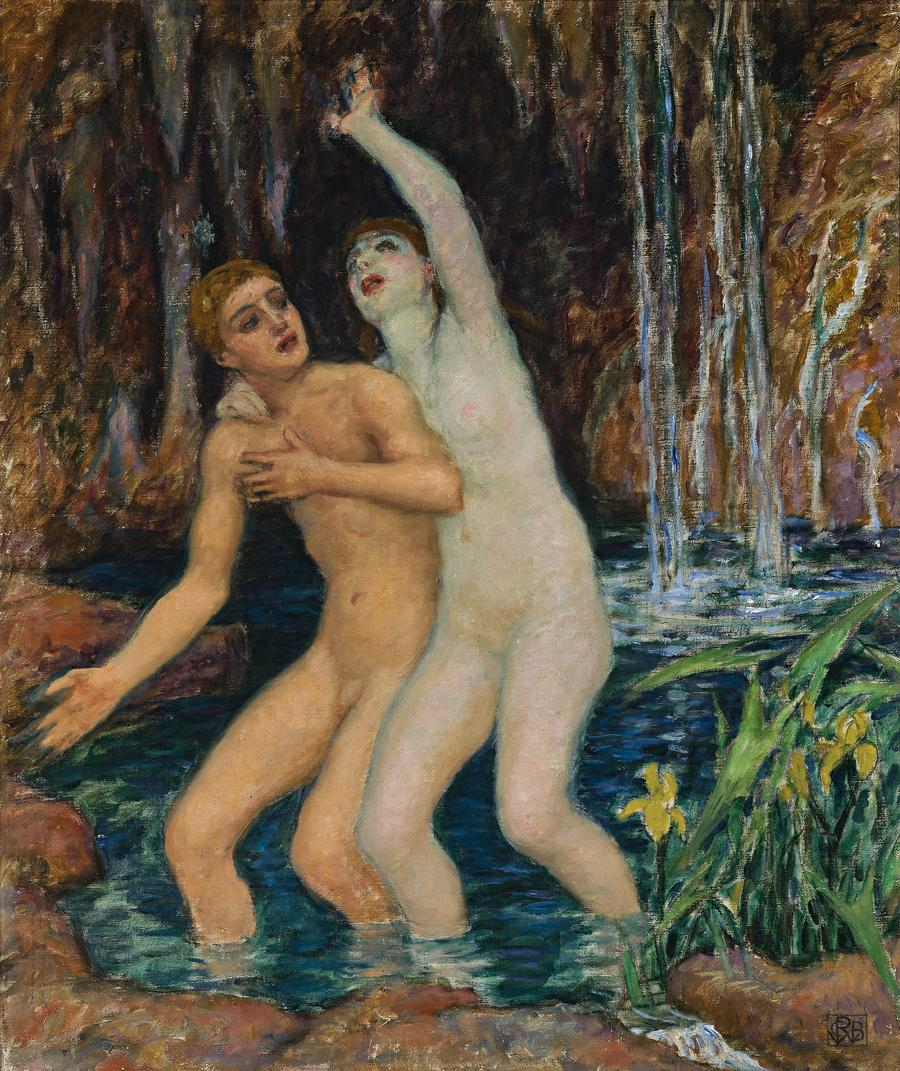
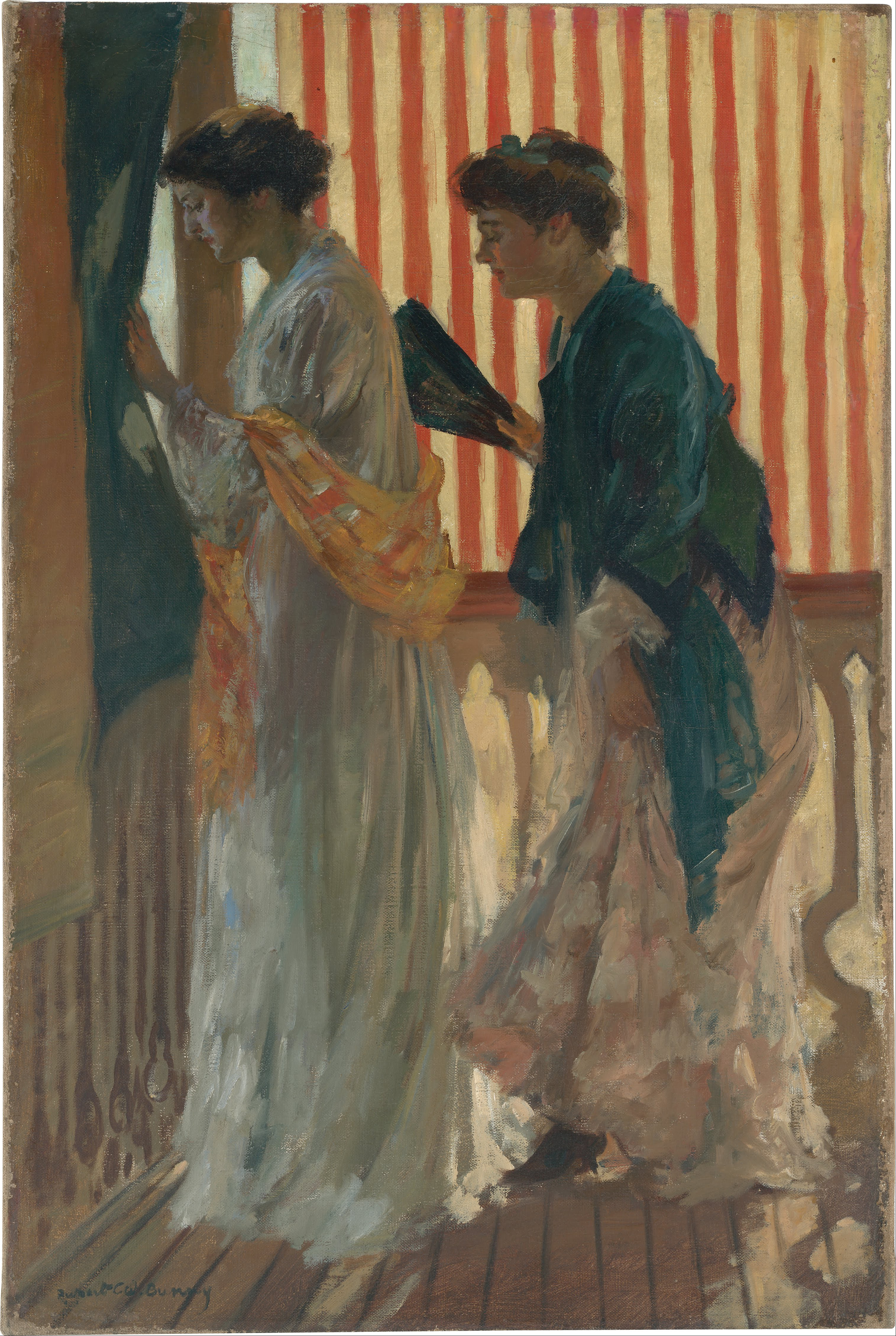